# 趙佑 (明朝)
趙佑（1469年—?），字汝翼，四川承宣布政使司成都府雙流縣（今四川省成都市雙流縣）人，明朝政治人物、弘治进士。

## 生平
四川鄉試第四十三名舉人，弘治十二年（1499年）己未科會試第二百九十名，三甲二十三名进士，授繁昌縣知縣，后改监察御史。正德元年，上疏请明武宗远离劉瑾、丘聚、馬永成等太监，并清理朝政，此书入奏后，内臣极其仇恨趙佑。恰逢武宗大婚，诏取太倉銀四十萬兩。趙佑亦上疏劝阻，但武宗并未接纳。当时，内臣擅政，趙佑与同官朱廷聲、徐鈺交相上奏，当时奏折入内阁商议，准备对太监中官施加重罪。恰逢事变，劉健、謝遷被勒令辞职。刘瑾大肆驱逐忤逆他的廷臣，并致认趙佑、朱廷聲、徐鈺、陳琳、潘鏜为奸党，勒令罢免。刘瑾被诛后，趙佑起用为山西僉事。

## 家族
曾祖趙整；祖趙璧；父趙暹。母劉氏。具庆下。弟佐、倰、佾、修。

## 延伸阅读
[在维基数据编辑]
 《明史卷一百八十八》，出自《明史》